# Sei Tualang
Sei Tualang is een bestuurslaag in het regentschap Langkat van de provincie Noord-Sumatra, Indonesië. Sei Tualang telt 1871 inwoners (volkstelling 2010).